# 스코어 (프로게이머)
스코어(본명: 고동빈, 1992년 7월 8일 ~ )는 대한민국의 전 리그 오브 레전드 프로게이머이자 현 프로게임단 지도자로 선수 시절 포지션은 정글이었다. Score라는 아이디를 사용했으며 현재 KT 롤스터의 감독직을 맡고 있다.

## 선수 시절
2011년 10월, 스타테일에 입단하면서 프로 커리어를 시작했다.
2012년 10월, KT 롤스터 B에 입단했다. 2013 서머 시즌 처음으로 결승에 진출했으며 결승전에서 좋은 모습을 보여주었지만 팀은 준우승에 머물렀다. KT 롤스터 불리츠 소속으로 2013년 실내 무도 아시안 게임에 출전하였으며 대회에서 금메달을 따는데 성공했다.
2015 시즌을 앞두고 원거리 딜러에서 정글러로 포지션을 변경했다. 포지션 변경 후 첫번째 시즌인 2015 스프링 시즌부터 좋은 모습을 보여주었다. 2015 롤드컵 선발전을 통해 롤드컵 본선 진출을 확정지었다. 2015 롤드컵 본선에서는 그라가스를 앞세우면서 좋은 활약상을 펼치며 팀의 8강 진출에 기여했다.
2016 스프링 시즌 기간 동안에는 팀의 포스트 시즌 진출에 기여했다. 2016 서머 시즌에도 활약이 이어지면서 팀을 포스트 시즌에 진출시켰다. 포스트 시즌에서 SK텔레콤 T1을 상대로 승리를 거두며 결승에 진출했다. 결승전에서는 마지막 5세트에서 바론 체력 2를 남기고 락스 타이거즈에게 바론을 뺏기는 상황이 발생하면서 준우승에 머물렀다.
2017 스프링 시즌을 앞두고 팀인 KT 롤스터가 드림팀을 만드는데 성공하면서 우승을 다시 한 번 노리게 되었다. 2017 스프링 시즌에는 결승전에 진출하는데 성공했지만 결승에서 만난 SK텔레콤 T1에게 져서 준우승에 머물렀다.
2017 케스파컵에서 우승을 차지했다. 2018 서머 시즌 팀의 주전 정글러로 활동하면서 팀을 결승에 진출시켰다. 결승전에서 만난 그리핀과의 경기에서 승리하면서 프로 커리어 첫 우승을 경험했다. 또한 2018년 아시안 게임 리그 오브 레전드 종목에 참가하는 대한민국 리그 오브 레전드 국가대표팀에 선발되었다. 아시안 게임에서는 은메달을 차지했다. 리그 오브 레전드 월드 챔피언십 2018에 참가하였으며 팀의 8강 진출에 기여했다.
2019 스프링 시즌에서는 팀이 흔들리는 와중 중이염에 걸려서 초반 경기를 출전하지 못했다. 이후 팀에 복귀했지만 팀의 부진을 막을 수 없었으며 승강전으로 향하게 되었다. 하지만 승강전에서는 잔류를 하는데 성공했다. 2019 서머 시즌 마지막 경기인 킹존 드래곤 X전을 마치고 현역 은퇴를 선언했다.

## 은퇴 후
스코어는 은퇴 후인 2020년 1월 21일 군 입대를 하였다. 2021년 8월, 군에서 제대했다.
2025시즌 감독으로 친정팀인 KT 롤스터에 돌아왔다.

## 소속팀

### 선수
| # | 팀명        | 소속 기간               | 소속 리그 | 비고 |
| - | ----------- | ----------------------- | --------- | ---- |
| 1 | 스타테일    | 2011.10.21 ~ 2012.08.27 | LCK       |      |
| 2 | KT 롤스터 B | 2012.10.10 ~ 2019.11.19 | LCK       |      |

### 지도자
| # | 팀명      | 직책 | 소속 기간               | 소속 리그 | 비고 |
| - | --------- | ---- | ----------------------- | --------- | ---- |
| 1 | Gen.G     | 감독 | 2021.11.25 ~ 2023.11.22 | LCK       |      |
| 2 | KT 롤스터 | 감독 | 2024.11.21 ~            | LCK       |      |

## 수상 경력

### 선수
- MLG 2013 윈터 시즌 챔피언십 우승
- 2013년 실내 무도 아시안 게임 금메달
- 핫식스 리그 오브 레전드 챔피언스 서머 2013 준우승
- IEM 시즌 8 월드 챔피언십 우승
- 리그 오브 레전드 올스타전 2015 우승
- 스베누 리그 오브 레전드 챔피언스 코리아 서머 2015 준우승
- 리그 오브 레전드 월드 챔피언십 2015 8강
- 코카콜라 제로 리그 오브 레전드 챔피언스 코리아 서머 2016 준우승
- 리그 오브 레전드 챔피언스 코리아 스프링 2017 준우승
- 리프트 라이벌즈 2017 준우승
- 2017 LoL KeSPA컵 우승
- 리프트 라이벌즈 2018 준우승
- 2018년 아시안 게임 은메달
- 리그 오브 레전드 챔피언스 코리아 서머 2018 우승
- 리그 오브 레전드 챔피언스 코리아 서머 2018 포스트시즌 MVP
- 리그 오브 레전드 월드 챔피언십 2018 8강

### 지도자
- 2022 리그 오브 레전드 챔피언스 코리아 스프링 준우승
- 리그 오브 레전드 챔피언스 코리아 2022 Best Coach
- 2022 리그 오브 레전드 챔피언스 코리아 서머 우승
- 리그 오브 레전드 월드 챔피언십 2022 4강
- 2023 리그 오브 레전드 챔피언스 코리아 스프링 우승